# الکساندر یرسین

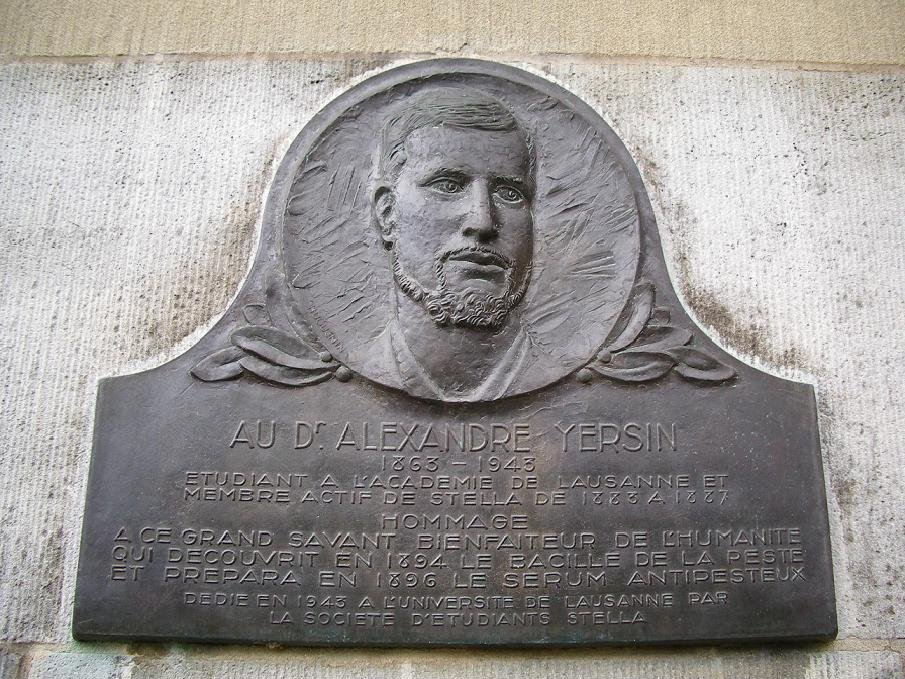
الکساندر یرسین

الکساندر امیل ژان یرسین (به فرانسوی: Alexandre Émile Jean Yersin) (زاده ۲۲ سپتامبر ۱۸۶۳، کانتون وو - درگذشته ۱ مارس ۱۹۴۳، نها ترنگ)، باکتری‌شناسی سوئیسی-فرانسوی است. یرسین محقق انستیتو پاستور بود و برای تحقیقات خود بسیار سفر می‌کرد. در سال ۱۸۹۴، در حالی که طاعون در شهر هنگ‌کنگ شایع شده بود، به آنجا سفر کرد تا دربارهٔ این بیماری تحقیق کند. تحقیقات او در این سفر به کشف باسیل یرسینیا پستیس، عامل بیماری منجر شد.